# Liga de Fútbol del Partido de la Costa Temporada 2011
La Liga de fútbol del Partido de la costa también conocido como Torneo Apertura 2011 regional del tuyú, es una nueva temporada de Liga regional del Tuyú, desarrollándose entre el 3 de abril y el 1 de julio.
A su término se establecerá la plaza para el Torneo Argentino C. El campeón del torneo clsificará a la próxima temporada.

## Equipos participantes
| Región                | Cant. | Equipos                                                         |
| --------------------- | ----- | --------------------------------------------------------------- |
| San Clemente del Tuyú | 2     | Cosme Argerich y El Porvenir                                    |
| Santa Teresita        | 4     | Defensores Unidos, Santa Teresita, Las Quintas y Núcleo Juvenil |
| Mar de Ajó            | 2     | Villa Clelia y Mar de Ajó                                       |
| San Bernardo del Tuyú | 2     | Fomento San Bernardo y Juventud Unida                           |
| General Lavalle       | 1     | Popular Lavalle                                                 |
| Las Toninas           | 1     | Las Toninas                                                     |
| Mar del Tuyú          | 1     | Mar del Tuyú                                                    |

## Sistema de disputa
El torneo se llevará a cabo en una sola rueda, por el sistema de todos contra todos.

## Tabla de posiciones
| Equipo | Equipo               | Pts | PJ | PG | PE | PP | GF | GC | DIF |
| ------ | -------------------- | --- | -- | -- | -- | -- | -- | -- | --- |
| 1      | Villa Clelila        | 9   | 3  | 3  | 0  | 0  | 6  | 1  | 5   |
| 2      | Santa Teresita       | 9   | 3  | 3  | 0  | 0  | 7  | 2  | 5   |
| 3      | El Porvenir          | 6   | 2  | 2  | 0  | 0  | 9  | 5  | 4   |
| 4      | Las Quintas          | 6   | 3  | 2  | 0  | 0  | 9  | 4  | 5   |
| 5      | Defensores Unidos    | 6   | 3  | 2  | 0  | 0  | 8  | 6  | 2   |
| 6      | Popular Lavalle      | 6   | 3  | 1  | 0  | 0  | 4  | 3  | 1   |
| 7      | Juventud Unida       | 3   | 3  | 1  | 0  | 2  | 2  | 5  | -3  |
| 8      | Núcleo Juvenil       | 3   | 3  | 1  | 0  | 2  | 3  | 7  | -4  |
| 9      | Mar del Tuyú         | 1   | 2  | 0  | 1  | 1  | 2  | 3  | -1  |
| 10     | Las Toninas          | 1   | 2  | 0  | 1  | 1  | 4  | 6  | -2  |
| 11     | Cosme Argerich       | 1   | 3  | 0  | 1  | 2  | 4  | 7  | -3  |
| 12     | Mar de Ajó           | 1   | 3  | 0  | 1  | 2  | 5  | 10 | -5  |
| 13     | Fomento San Bernardo | 0   | 3  | 0  | 0  | 3  | 3  | 7  | -4  |

- Fuente: Blog Oficial: Programación del Torneo Apertura regional del tuyú 2011 - Posiciones

## Resultados
| Lavalle              | 2 - 0 | Mar de Ajó        |
| Cosme Argerich       | 0 - 2 | Villa Clelia      |
| Juventud Unida       | 2 - 1 | Las Quintas       |
| Fomento San Bernardo | 1 - 2 | Núcleo Juvenil    |
| El Porvenir          | 1 - 2 | Santa Teresita    |
| Las Toninas          | 2 - 4 | Defensores Unidos |

| Defensores Unidos | 3 - 1 | Lavalle              |
| Las Quintas       | 2 - 1 | Fomento San Bernardo |
| Villa Clelia      | 1 - 0 | Juventud Unida       |
| Santa Teresita    | 2 - 1 | Cosme Argerich       |
| Mar de AJó        | 2 - 5 | El Porvenir          |
| Mar del Tuyú      | 2 - 2 | Las Toninas          |

| Lavalle              | 1 - 0 | Mar del Tuyú      |
| El Porvenir          | 3 - 1 | Defensores Unidos |
| Cosme Argerich       | 3 - 3 | Mar de Ajó        |
| Juventud Unida       | 0 - 3 | Santa Teresita    |
| Fomento San Bernardo | 1 - 3 | Villa Clelia      |
| Núcleo Juvenil       | 1 - 6 | Las Quintas       |

| Villa Clelia      | -     | Núcleo Juvenil       |
| Santa Teresita    | 6 - 0 | Fomento San Bernardo |
| Mar de Ajó        | 3 - 4 | Juventud Unida       |
| Defensores Unidos | 1 - 0 | Cosme Argerich       |
| Mar del Tuyú      | 1 - 5 | El Porvenir          |
| Las Toninas       | 5 - 6 | Lavalle              |

| El Porvenir          | - | Las Toninas       |
| Cosme Argerich       | - | Mar del Tuyú      |
| Juventud Unida       | - | Defensores Unidos |
| Fomento San Bernardo | - | Mar de Ajó        |
| Núcleo Juvenil       | - | Santa Teresita    |
| Las Quintas          | - | Villa Clelia      |

| Santa Teresita    | - | Las Quintas          |
| Mar de Ajó        | - | Núcleo Juvenil       |
| Defensores Unidos | - | Fomento San Bernardo |
| Mar del Tuyú      | - | Juventud Unida       |
| Las Toninas       | - | Cosme Argerich       |
| Lavalle           | - | El Porvenir          |

| Cosme Argerich       | - | Lavalle           |
| Villa Clelila        | - | Santa Teresita    |
| Juventud Unida       | - | Las Toninas       |
| Fomento San Bernardo | - | Mar del Tuyú      |
| Núcleo Juvenil       | - | Defensores Unidos |
| Las Quintas          | - | Mar de Ajó        |

| El Porvenir       | - | Cosme Argerich       |
| Mar de Ajó        | - | Villa Clelia         |
| Defensores Unidos | - | Las Quintas          |
| Mar del Tuyú      | - | Núcleo Juvenil       |
| Las Toninas       | - | Fomento San Bernardo |
| Lavalle           | - | Juventud Unida       |

| Santa Teresita       | - | Mar de Ajó        |
| Villa Clelia         | - | Defensores Unidos |
| Juventud Unida       | - | El Porvenir       |
| Fomento San Bernardo | - | Lavalle           |
| Núcleo Juvenil       | - | Las Toninas       |
| Las Quintas          | - | Mar del Tuyú      |

| El Porvenir       | - | Fomento San Bernardo |
| Cosme Argerich    | - | Juventud Unida       |
| Defensores Unidos | - | Santa Teresita       |
| Mar del Tuyú      | - | Villa Clelia         |
| Las Toninas       | - | Las Quintas          |
| Lavalle           | - | Núcleo Juvenil       |

| Santa Teresita | - | Mar del Tuyú         |
| Villa Clelia   | - | Las Toninas          |
| Mar de Ajó     | - | Defensores Unidos    |
| Cosme Argerich | - | Fomento San Bernardo |
| Núcleo Juvenil | - | El Porvenir          |
| Las Quintas    | - | Lavalle              |

| El Porvenir    | - | Las Quintas          |
| Cosme Argerich | - | Núcleo Juvenil       |
| Juventud Unida | - | Fomento San Bernardo |
| Mar del Tuyú   | - | Mar de Ajó           |
| Las Toninas    | - | Santa Teresita       |
| Lavalle        | - | Villa Clelila        |